# Ókori görög ökölvívás
Az ókori görög ökölvívás eredete az i. e. 8. századra nyúlik vissza, első említése Homérosz Iliaszában található. Az ökölvívó versenyeket a ókori görög városállamokban különféle alkalmakkor rendezték meg. A küzdelmeket vagy a szabályokat leíró források vagy legendákon alapulnak, vagy pedig nem korabeliek, ezért a szabályok, szokások és a sport történetének rekonstruálása nehézkes. Ennek ellenére világos, hogy az ökölvívó versenyek az ókori Görögországban, illetve a görög városállamok sportéletében jelentős szerepet foglaltak el, és részei voltak az olümpiai játékok programjának is.
Az ökölvívás az évszázadok során egyre brutálisabb lett. Kezdetben puha bőrbe csavarták az ujjaikat, de végül fémmel nehezített nehéz bőrt használtak a kezdők kezének védelmezésére és az ellenfél megsebzésére.

## Eredete

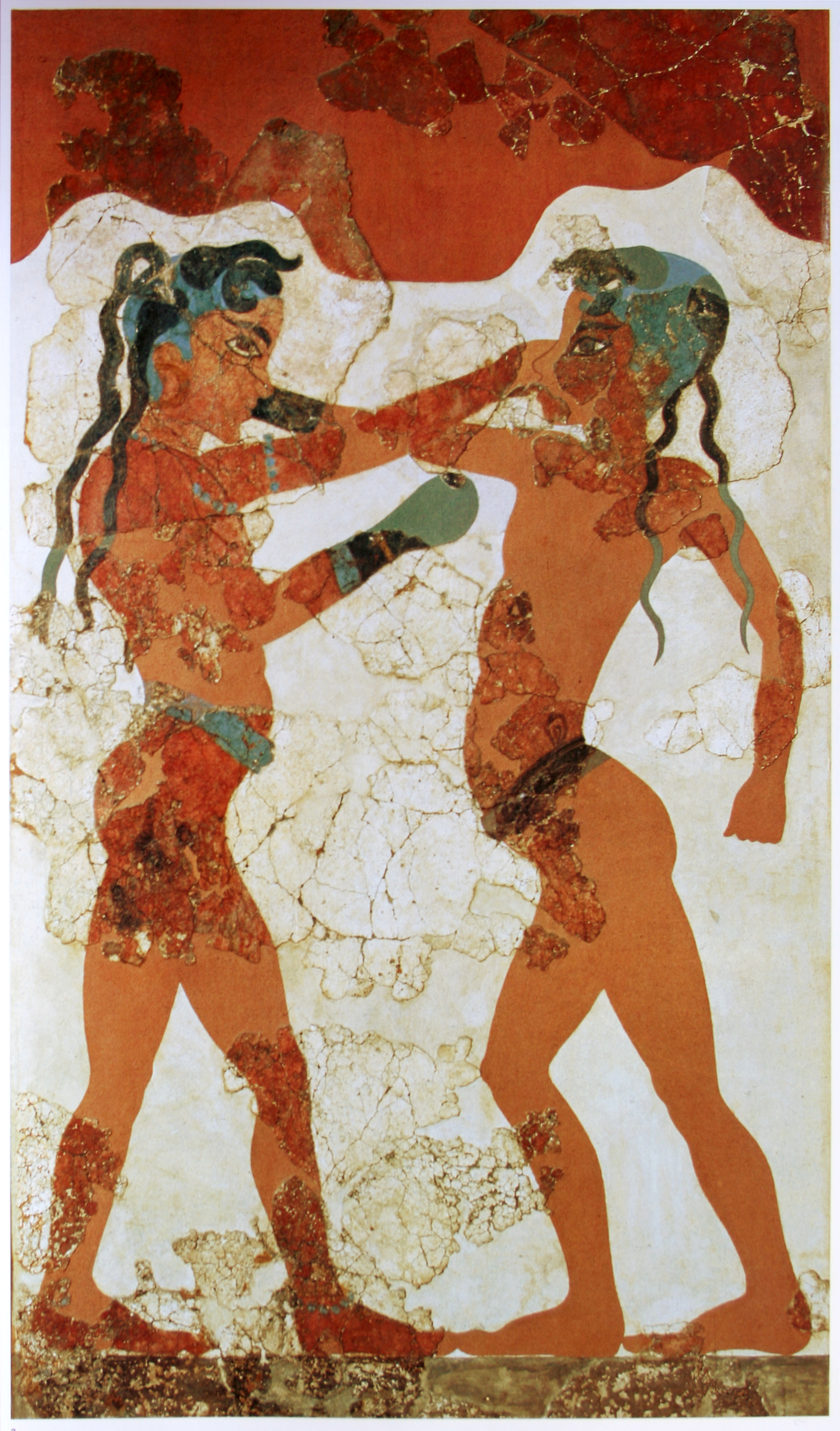
Minószi ifjak ökölvívómeccse (Kr.e. 1500), a knósszoszi palota freskója.

Az ókori görög ökölvívás (püx vagy pügmé) első régészeti és művészeti emlékei a minószi civilizáció idejéből kerültek elő. A sport eredetéről számos legenda maradt fenn, az egyik szerint a legendás király, Thészeusz találta fel az ökölvívásnak azt a formáját, amelyben két küzdő ült egymással szemben és addig ütötték egymást ökleikkel, amíg az egyik meg nem halt. Az idők során a küzdők kesztyűket kezdtek alkalmazni. Kezdetben puha bőrből készült szíjakat csavartak a kézfej köré, hogy az ízületeket megvédjék az ütések hatásától, később azonban kemény bőröket, illetve fémszögecseket alkalmaztak, ennek megfelelően a mérkőzések is egyre véresebbek lettek. A kézre és az alkarra tekert bőrszíjaktól eltekintve a küzdők teljesen meztelenek voltak.
Az Iliaszban Polüdeukész egyik állandó mellékneve az „ökölvívó”. A mükénéi harcosok ökölvívóversenyeket rendeztek elesett bajtársaik tiszteletére, feltehetően Homérosz a költeményében is a korabeli görög szokásokat illusztrálta. Az ökölvívás volt az egyik versenyszám azokon a játékokon, amelyet Trója ostroma alatt Akhilleusz elesett barátjának, Patroklosznak emlékére rendeztek. Ennek díja egy hatéves öszvér volt, Epeiosz és Eurülaosz küzdött meg érte. Még a versenyek előtt Nesztór elmesélte Akhilleusznak, hogyan győzött egy régi versenyen szinte minden versenyszámban – köztük ökölvívásban Klütomédészt győzve le. Szintén Patroklosz emlékére vették fel az ókori olimpiai játékok programjába az ökölvívást (pügmé vagy pügmakhia) Kr.e. 668-tól. A résztvevők a mai edzésekhez hasonlóan homokzsákokkal (korükosz) edzettek, a versenyek során bőrszíjakat (himantész) tekertek a kézfej (szabadon hagyva az ujjakat), a csukló, az alkar és időnként a mellkas köré.
A korabeli történész, Philosztratosz véleménye szerint az ökölvívást eredetileg Spártában találták ki, akik ezzel is edzették a harcosaikat. A legelső spártai harcosok feleslegesnek tekintették a csatában a sisakot, és az ökölvívás feltehetően felkészítette őket a csata során elkerülhetetlen fejre mért ütések elviselésében. Ennek ellenére a spártaiak sosem vettek részt ökölvívó mérkőzéseken, mivel a mérkőzést és az itt esetlegesen elszenvedett vereséget a küzdő becsületére nézve nagyon megalázónak tartották.

## Az ókori ökölvívók felszerelése

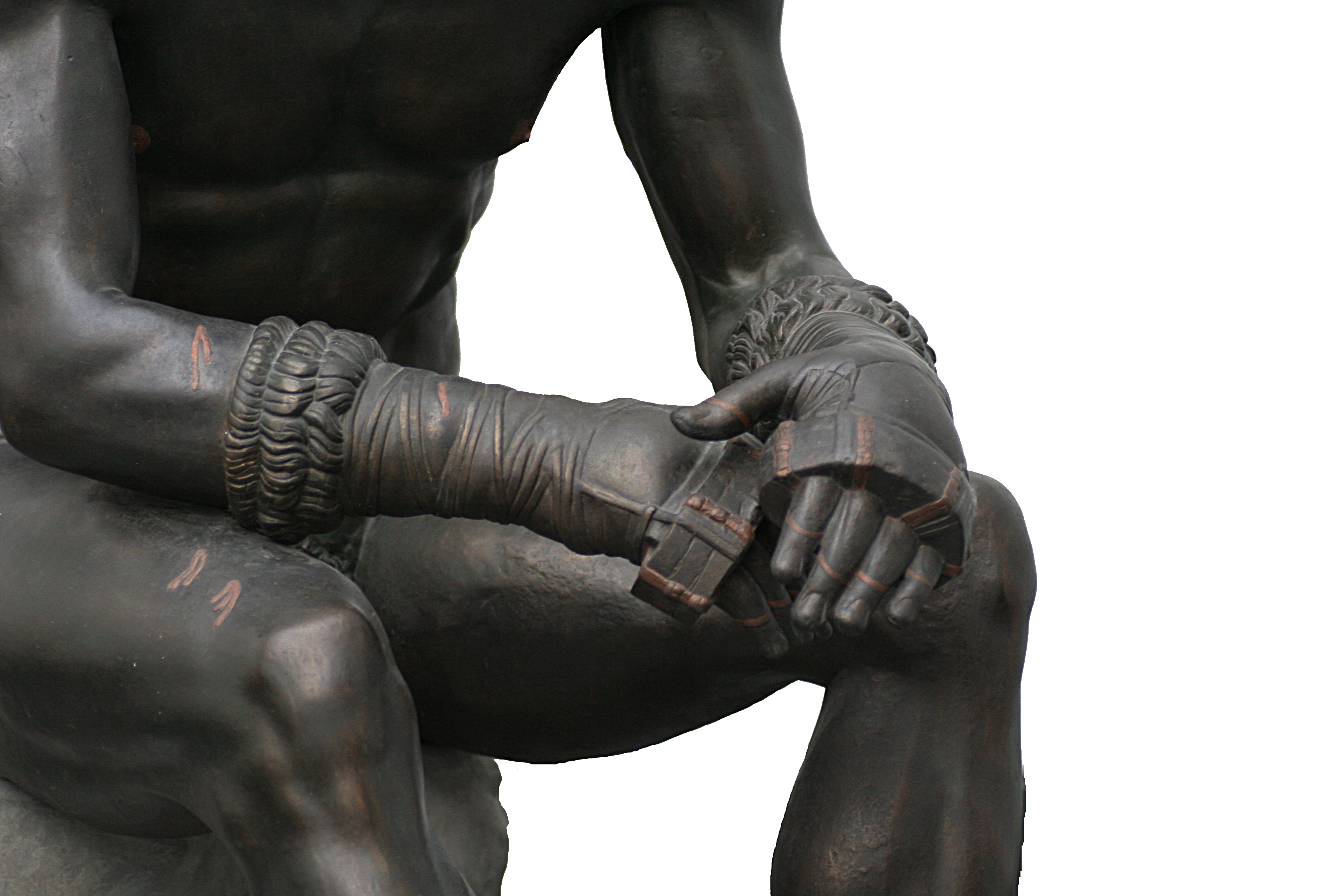
Részlet a kézre tekert bőrszíjakkal

Nagyjából i. e. 500-ig a himantész nevű bőrszíjakat használták a küzdők a kézfej csontjainak és ízületeinek védelmére. A szíjakat tehénbőrből készítették, kb. 3–3,7 méter hosszúak voltak, és többszörösen a kézfej és csukló köré tekerték ezeket.
I. e. 400 körül vezették be a szphairai elnevezésű szíjakat, amelyek hasonlóak voltak a himantészhez, de a tenyérhez simuló részt kipárnázták, míg a külső (az ellenfél arcával érintkező rész) a korábbinál durvább, keményebb lett.
A szphairai bevezetése után nem sokkal került sor az oxüsz használatára is. Ezek vastag bőrcsíkok voltak, amivel a kézfejet, a csuklót és az alkar egy részét tekerték be. Az alkarra egy darab filcet erősítettek, amivel a küzdő az izzadságot tudta letörölni magáról. Az alkar köré tekert bőrcsíkok segítségével az ütéseket erősítették, míg a csukló köré tekert bőrdarab az ízület merevségét növelte.
Az ökölvívók gyakorláshoz a korükosz nevű, a mai homokzsákhoz hasonlatos eszközt használták, és homokkal, liszttel vagy kölessel töltötték meg.

## Szabályok

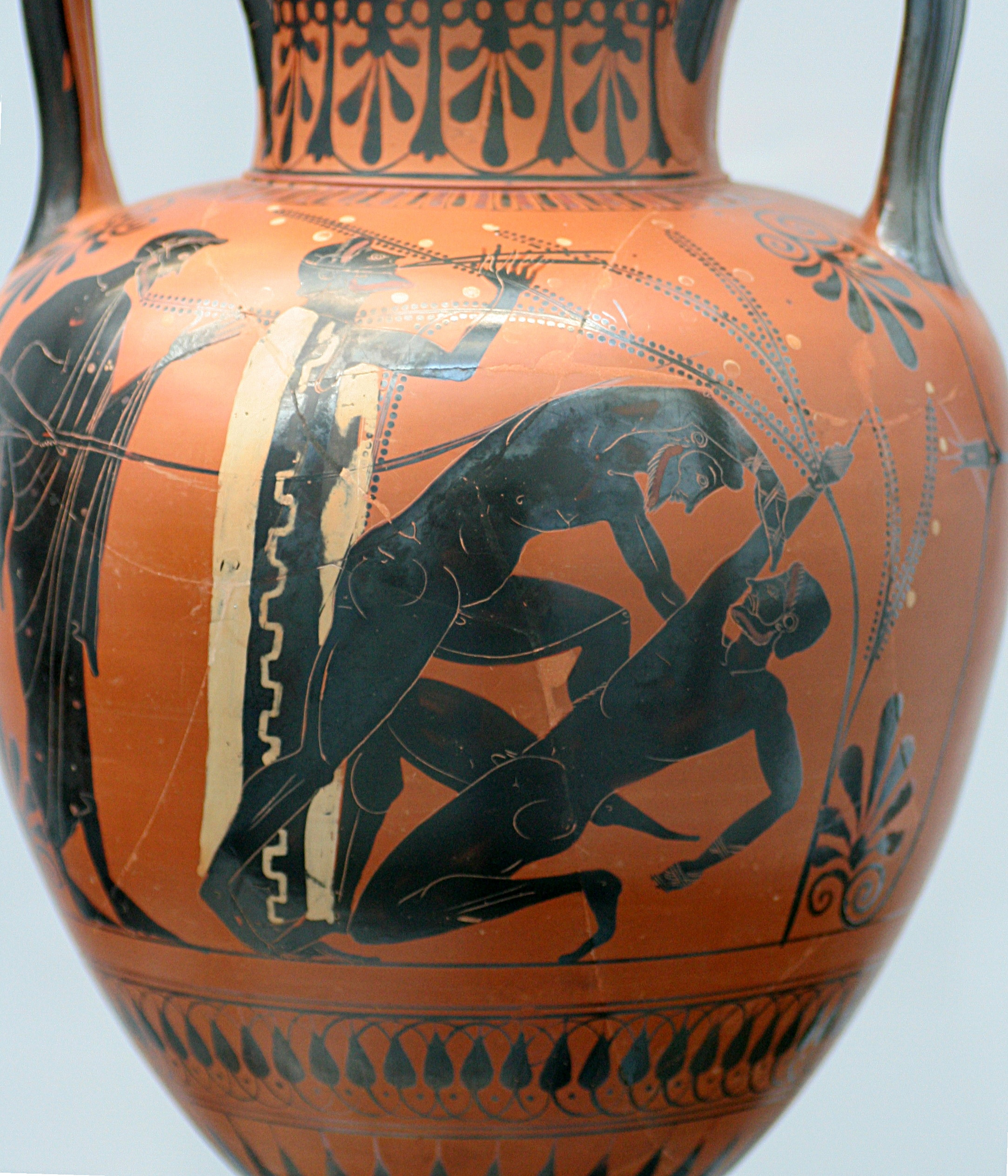
A jobb oldalon lévő küzdő keze felemelésével jelzi, hogy feladja a küzdelmet (kb. Kr. e. 500)

Az ókori görög ökölvívás jelenleg ismert szabályait történelmi utalások és az ökölvívóküzdelmek ábrázolásai alapján rekonstruálták. A korabeli források hiánya miatt azonban nem lehet teljes bizonyossággal megállapítani a küzdelmek szabályait.
- A küzdőknek tilos volt egymást lefogni vagy a földre vinni.
- Bármilyen ütés megengedett volt, de az ujjakkal nem lehetett a szem ellen támadni.
- A küzdelmeket nem szorítóban rendezték, a küzdőtérnek nem voltak határai.
- Nem voltak menetek vagy időhatárok.
- Azt a küzdőt hirdették ki győztesnek, akinek az ellenfele harcképtelen lett vagy feladta a mérkőzést.
- Nem voltak súlycsoportok, az ellenfeleket sorsolással választották ki.
- A bírák a szabályok betartása érdekében a küzdőket megüthették a kezükben tartott bottal.
- Ha egy mérkőzés túl sokáig tartott, a küzdők választhatták, hogy védőfelszerelés nélkül folytatják a küzdelmet.